# Утро (Успенский район)
У́тро — упразднённый в 1988 году  хутор в Успенском районе Краснодарского края России. Ныне урочище на территории Трёхсельского сельского поселения. Сохранилось кладбище.

## География
Хутор находился у балки Бечуг, запруженной к западу от хутора, к югу от хутора Весёлый.

## История
Согласно справочнику административно-территориального деления Краснодарского края от 31 декабря 1988 года, хутор Утро был снят с учётных данных.

## Транспорт
Просёлочные дороги.